# Maliuta Skurátov
Grigori Lukiánovich Skurátov-Belski (del ruso: Григо́рий Лукья́нович Скура́тов-Бе́льский), más conocido como Maliuta Skurátov (Малю́та Скура́тов; ¿?-1 de enero de 1573), fue uno de los líderes más odiados de la Opríchnina durante el reinado de Iván el Terrible.
Maliuta Skurátov alcanzó importancia en 1569, por haber tomado parte en el proceso y ejecución de Vladímir de Stáritsa, el único primo de Iván el Terrible y posible pretendiente al trono. En diciembre de 1569, Maliuta Skurátov estranguló al ex metropolita de Moscú, Filip II, por orden del zar, debido a su crítica contra la Opríchnina. 
En enero de 1570, dirigió una expedición de castigo contra Nóvgorod, matando a miles de ciudadanos sospechosos de traición. En 1571, Skurátov quedó a cargo de la investigación de las causas de la derrota del ejército ruso por el ejército del Jan de Crimea Devlet I Giray.
Fue asesinado durante el asedio de Weißenstein en la Guerra de Livonia en 1573. Yace cerca de la tumba de su padre en el Monasterio Iósifo-Vólotski ubicado a 17 km de Volokolamsk.
Una de las hijas de Skurátov, María Grigórievna, se casó con Borís Godunov. Su hija pequeña, Ekaterina Grigórievna, que envenenó a Mijaíl Skopín-Shuiski, se casó con el príncipe Dmitri Shuiski.
- Datos: Q540851
- Multimedia: Malyuta Skuratov / Q540851